# Vojaška služba
Vojaška služba je v Zakonu o obrambi Republike Slovenije, 5. člen, opredeljena kot opravljanje vojaških in drugih del v vojaških poveljstvih, enotah in zavodih ter drugih sestavah vojske in na določenih delovnih mestih v ministrstvu, pristojnem za obrambo.
Vojaško službo tako opravljajo vojaške osebe v sklopu oboroženih sil in drugih organizacij, ki so povezane z vojaško obrambo določene države.